# Farahnaz Pahlaví
Farahnaz Pahlaví (* 12. března 1963 Teherán) je nejstarší dcerou Muhammada Rezy Pahlaví a jeho třetí manželky Farah Diby.
Narodila se jako princezna Yasmin Farahnaz Pahlavi. Do roku 1979, kdy proběhla Íránská islámská revoluce, užívala titul princezny. Nyní žije anonymní a striktně soukromý život v New Yorku.